# Cronologia da pandemia de COVID-19 em setembro de 2021
Este artigo documenta a cronologia e epidemiologia do vírus SARS-CoV-2 em setembro de 2021, o vírus que causa a COVID-19 e é responsável pela pandemia de COVID-19. Os primeiros casos humanos da COVID-19 foram identificados em Wuhan, China, em dezembro de 2019.

## Cronologia

### 1 de setembro
- Fiji confirmou 290 novos casos, elevando o número total para 47.006. Oito novas mortes foram relatadas, elevando o número de mortos para 504. Existem 17.124 casos ativos.[1]
- O Irã ultrapassou 5 milhões de casos.[2]
- A Malásia registrou 18.762 novos casos, elevando o número total para 1.765.016. Existem 21.073 recuperações, elevando o número total de recuperações para 1.482.800. Há 278 mortes, elevando o número de mortos para 16.942. Existem 265.274 casos ativos, sendo 1.007 em terapia intensiva e 464 em suporte ventilatório.[3]
- A Nova Zelândia registrou 77 novos casos, enquanto um caso relatado anteriormente foi reclassificado, elevando o número total para 3.645 (3.288 confirmados e 357 prováveis). Há três recuperações, elevando o número total de recuperações para 2.895. O número de mortos permanece em 26. Há 724 casos ativos (682 na comunidade e 42 em isolamento gerenciado).[4]
- As Filipinas ultrapassaram 2 milhões de casos.[5]
- Singapura registrou 180 novos casos, incluindo 177 transmitidos localmente e três importados, elevando o total para 67.800. Dos casos transmitidos localmente, 90 deles são desvinculados.[6] O país vacinou um total de 4.515.469 pessoas, sendo 4.328.804 totalmente vacinadas até ontem. O número de mortos permanece em 55.[7]
- A Ucrânia registrou 2.075 novos casos diários e 44 novas mortes diárias, elevando o número total para 2.288.371 e 53.833, respectivamente; um total de 2.208.865 pacientes se recuperaram.[8]

### 2 de setembro
- Fiji confirmou 250 novos casos de COVID-19, elevando o número total para 47.256. Uma nova morte foi relatada, elevando o número de mortos para 505. Existem 16.267 casos ativos.[9]
- A Malásia registrou 20.988 novos casos, elevando o número total para 1.786.004. Há 23.473 recuperações, elevando o número total de recuperações para 1.506.273. Há 249 mortes, elevando o número de mortos para 17.191. Existem 262.540 casos ativos, sendo 1.001 em terapia intensiva e 470 em suporte ventilatório.[10]
- A Nova Zelândia registrou 53 novos casos, enquanto um caso relatado anteriormente foi reclassificado, elevando o número total para 3.697 (3.340 confirmados e 357 prováveis). Há seis recuperações, elevando o número total de recuperações para 2.901. O número de mortos permanece em 26. São 770 casos ativos (725 na comunidade e 45 em isolamento gerenciado).[11]
- Singapura registrou 191 novos casos, incluindo 187 transmitidos localmente e quatro importados, elevando o total para 67.991. Dos casos transmitidos localmente, 113 deles são desvinculados.[12] O país vacinou um total de 4.515.703 pessoas, sendo 4.328.031 totalmente vacinadas até ontem. O número de mortos permanece em 55.[13]
- A Ucrânia registrou 2.477 novos casos diários e 44 novas mortes diárias, elevando o número total para 2.290.848 e 53.877, respectivamente; um total de 2.209.754 pacientes se recuperaram.[14]
- Os Estados Unidos da América relataram um total de 39.544.270 casos. O número de mortos chegou a 643.594.[15]

### 3 de setembro
- Fiji confirmou 253 novos casos de COVID-19. 163 recuperações foram relatadas. Existem 16.352 casos ativos. Três novas mortes foram registradas.[16]
- A Malásia registrou 19.378 novos casos, elevando o número total para 1.805.382. São 22.399 novas recuperações, elevando o número total de recuperações para 1.528.672. Há 330 mortes, elevando o número de mortos para 17.521. Existem 259.189 casos ativos, sendo 975 em terapia intensiva e 463 em suporte ventilatório.[17]
- A Nova Zelândia registrou 32 novos casos, elevando o número total para 3.729 (3.372 confirmados e 357 prováveis). 47 se recuperaram, elevando o número total de recuperações para 2.958. O número de mortos permanece em 26. Existem 755 casos ativos (731 na comunidade e 24 em isolamento gerido na fronteira).[18]
- Singapura registrou 219 novos casos, incluindo 216 transmitidos localmente e três importados, elevando o total para 68.210. Dos casos transmitidos localmente, 109 deles são desvinculados.[19] O país vacinou um total de 4.522.530 pessoas, sendo 4.344.810 totalmente vacinadas até ontem. O número de mortos permanece em 55.[20]
- A Ucrânia registrou 2.693 novos casos diários e 45 novas mortes diárias, elevando o número total para 2.293.541 e 53.922, respectivamente; um total de 2.210.866 pacientes se recuperaram.[21]

### 4 de setembro
- Fiji confirmou 200 novos casos e 16.537 casos ativos.[22]
- A Malásia registrou 19.057 novos casos, elevando o número total para 1.824.439. Há 21.582 novas recuperações, elevando o número total de recuperações para 1.550.254. Há 362 mortes, elevando o número de mortos para 17.883. Existem 256.302 casos ativos, sendo 978 em terapia intensiva e 460 em suporte ventilatório.[23]
- A Nova Zelândia registrou 22 novos casos, enquanto 3 casos relatados anteriormente foram reclassificados, resultando em um aumento líquido de três. Há um total de 3.748 casos (3.391 confirmados e 357 prováveis). 23 recuperações foram relatadas, elevando o número total de recuperações para 2.973. Uma morte foi relatada, elevando o número de mortos para 27. Existem 751 casos ativos (728 na comunidade e 23 na fronteira).[24]
- Singapura registrou 259 novos casos, incluindo 253 transmitidos localmente e seis importados, elevando o total para 68.469. Dos casos transmitidos localmente, 116 deles são desvinculados.[25] O país vacinou um total de 4.527.338 pessoas, sendo 4.357.467 totalmente vacinadas até ontem. O número de mortos permanece em 55.[26]
- A Ucrânia registrou 2.614 novos casos diários e 44 novas mortes diárias, elevando o número total para 2.296.155 e 53.966, respectivamente; um total de 2.212.313 pacientes se recuperaram.[27]

### 5 de setembro
- Fiji confirmou 156 novos casos de COVID-19 e 696 recuperações. Existem 15.997 casos ativos, elevando o número total de casos ligados ao surto de abril para 47.795.[28]
- A Alemanha ultrapassou 4 milhões de casos de COVID-19.[29]
- A Malásia registrou 20.396 novos casos, elevando o número total para 1.844.835. Existem 20.573 recuperações, elevando o número total de recuperações para 1.570.827. Há 336 mortes, elevando o número de mortos para 18.219. Existem 255.789 casos ativos, sendo 959 em terapia intensiva e 436 em suporte ventilatório.[30]
- A Nova Zelândia registrou 25 novos casos, enquanto cinco casos relatados anteriormente foram reclassificados, dando um aumento líquido de 20 casos. Há um total de 3.768 casos (3.412 confirmados e 356 prováveis). 27 se recuperaram, elevando o número total de recuperações para 2.998. O número de mortos permanece 27. Existem 743 casos ativos (721 na comunidade e 22 na fronteira).[31]
- A Rússia ultrapassou 7 milhões de casos de COVID-19.[32]
- Singapura registrou 191 novos casos, incluindo 186 transmitidos localmente e cinco importados, elevando o total para 68.660. Dos casos transmitidos localmente, 90 deles são desvinculados.[33] O país vacinou um total de 4.531.281 pessoas, sendo 4.370.515 totalmente vacinadas até ontem. O número de mortos permaneceu em 55.[34]
- A Ucrânia registrou 1.379 novos casos diários e dezessete novas mortes diárias, elevando o número total para 2.297.534 e 53.983, respectivamente; um total de 2.212.720 pacientes se recuperaram.[35]

### 6 de setembro
- Fiji registrou 128 novos casos de COVID-19. 12 mortes foram relatadas, elevando o número de mortos para 520. 1.687 novas recuperações foram relatadas. Existem 14.404 casos ativos.[36]
- A Índia registrou 38.948 novos casos, elevando o número total para 33.027.621. 219 mortes foram relatadas, elevando o número de mortos para 440.752. São 43.903 recuperações, elevando o número total de recuperações para 32.181.995. Existem 404.874 casos ativos.[37]
- A Malásia registrou 17.352 novos casos, elevando o número total para 1.862.187. Há 20.201 recuperações, elevando o número total de recuperações para 1.591.208. Há 272 mortes, elevando o número de mortos para 18.491. Existem 252.668 casos ativos, sendo 975 em terapia intensiva e 435 em suporte ventilatório.[38]
- A Nova Zelândia registrou 24 novos casos, elevando o número total para 3.792 (3.436 confirmados e 356 prováveis). 38 se recuperaram, elevando o número total de recuperações para 3.036. O número de mortos continua sendo 27. Há 729 casos ativos (704 confirmados e 25 na fronteira).[39]
- Singapura registrou 241 novos casos, incluindo 235 transmitidos localmente e seis importados, elevando o total para 68.901. Dos casos transmitidos localmente, 110 deles são desvinculados.[40] O país vacinou um total de 4.533.475 pessoas, sendo 4.378.769 totalmente vacinadas até ontem. O número de mortos permanece em 55.[41]
- A Ucrânia registrou 773 novos casos diários e dezoito novas mortes diárias, elevando o número total para 2.298.307 e 54.001, respectivamente; um total de 2.213.177 pacientes se recuperaram.[42]
- O Reino Unido ultrapassa 7 milhões de casos.[43]
- Os Estados Unidos da América ultrapassam 40 milhões de casos.[44]

### 7 de setembro
Relatório semanal da Organização Mundial da Saúde:
- Fiji confirmou 160 novos casos de COVID-19 e cinco novas mortes.[46]
- A Malásia registrou 18.457 novos casos, elevando o número total para 1.880.734. Há 18.902 recuperações, elevando o número total de recuperações para 1.609.930. Há 311 mortes, elevando o número de mortos para 18.802. Existem 252.002 casos ativos, sendo 997 em terapia intensiva e 447 em suporte ventilatório.[47]
- A Nova Caledônia relatou três casos de variantes do Delta na comunidade, levando as autoridades a impor um bloqueio. [48]
- A Nova Zelândia registrou 22 novos casos, enquanto um caso relatado anteriormente foi reclassificado, elevando o número total para 3.813 (3.457 confirmados e 356 prováveis). 30 se recuperaram, elevando o número total de recuperações para 3.066. O número de mortos permaneceu em 27. Existem 720 casos ativos (694 confirmados, 25 na fronteira e um caso em investigação).[49]
- Singapura registrou 332 novos casos, incluindo 328 transmitidos localmente e quatro importados, elevando o total para 69.233. Dos casos transmitidos localmente, 185 deles são desvinculados.[50] O país vacinou um total de 4.536.986 pessoas, sendo 4.385.405 totalmente vacinadas até ontem. O número de mortos permaneceu em 55.[51]
- A Ucrânia registrou 2.197 novos casos diários e 53 novas mortes diárias, elevando o número total para 2.300.504 e 54.054, respectivamente; um total de 2.214.606 pacientes se recuperaram.[52]

### 8 de setembro
- Fiji confirmou três novas mortes por COVID-19, incluindo um bebê de quatro meses, elevando o número de mortos para 528. Há 169 pacientes internados.[53]
- A Malásia registrou 19.730 novos casos, elevando o número total para 1.895.865. Existem 22.701 recuperações, elevando o número total de recuperações para 1.632.628. Há 361 mortes, elevando o número de mortos para 19.163. Existem 248.676 casos ativos, sendo 1.282 em terapia intensiva e 744 em suporte ventilatório.[54]
- A Nova Caledônia confirmou um total de 16 casos ativos, seis deles em terapia intensiva em Noumea .[55]
- A Nova Zelândia registrou 16 novos casos, elevando o número total para 3.829 (3.473 confirmados e 356 prováveis). Há 78 recuperações, elevando o número total de recuperações para 3.144. O número de mortos permanece 27. Existem 658 casos ativos (21 na fronteira, 636 na comunidade e um caso em investigação).[56]
- Singapura registrou 349 novos casos, incluindo 347 transmitidos localmente e dois importados, elevando o total para 69.582.[57] O país vacinou um total de 4.540.422 pessoas, sendo 4.391.303 totalmente vacinadas até ontem. Outra morte foi confirmada mais tarde, elevando o número de mortos para 56.[58]
- A Ucrânia registrou 2.772 novos casos diários e 60 novas mortes diárias, elevando o número total para 2.303.276 e 54.114, respectivamente; um total de 2.216.017 pacientes se recuperaram.[59]

### 9 de setembro
- Fiji confirmou 179 novos casos de COVID-19 e 403 novas recuperações, elevando o número de casos ativos para 13.362. Cinco novas mortes foram registradas.[60]
- A Malásia registrou 19.307 novos casos, elevando o número total para 1.919.774. São 24.835 recuperações, elevando o número total de recuperações em 1.657.486. São 323 óbitos, elevando a ferramenta de óbito para 19.486. Existem 242.802 casos ativos, sendo 1.310 em terapia intensiva e 737 em suporte ventilatório.[61][62]
- A Nova Caledônia registrou um total de 66 casos comunitários relacionados ao surto de setembro de 2021. As autoridades de saúde identificaram 12 aglomerados, com os contatos sendo solicitados a isolar e fazer o teste.[63]
- A Nova Zelândia registrou 18 novos casos, elevando o número total para 3.847 (3.491 confirmados e 356 prováveis). 51 se recuperaram, elevando o número total de recuperações para 3.195. O número de mortos permanece 27. Existem 625 casos ativos (603 na comunidade e 22 na fronteira).[64]
- Singapura registrou 457 novos casos, incluindo 450 transmitidos localmente e sete importados, elevando o total para 70.039. Outra morte foi confirmada mais tarde, elevando o número de mortos para 57.[65]
- A Ucrânia registrou 3.663 novos casos diários e 61 novas mortes diárias, elevando o número total para 2.306.939 e 54.175, respectivamente; um total de 2.217.563 pacientes se recuperaram.[66]
- Já houve mais de 200 milhões de recuperações em todo o mundo, de acordo com a Universidade Johns Hopkins.

### 10 de setembro
- Fiji confirmou 143 novos casos de COVID-19, elevando o número total para 48.715. Houve uma morte, elevando o número de mortos para 534. 93 se recuperaram, elevando o número total de recuperações para 34.411. Existem 13.047 casos ativos.[67] Mais tarde naquele dia, uma nova morte foi relatada, elevando o número de mortos para 535.[68]
- A Malásia registrou 21.176 novos casos, elevando o número total para 1.940.950. Há 21.476 recuperações, elevando o número total de recuperações para 1.700.438. Há 341 mortes, elevando o número de mortos para 19.827. Existem 242.161 casos ativos, sendo 1.310 em terapia intensiva e 773 em suporte ventilatório.[69]
- A Nova Caledônia relatou sua primeira morte relacionada ao COVID-19, um homem de 75 anos que morreu no hospital. 51 novos casos foram relatados, elevando o número total de casos ativos para 117.[70]
- A Nova Zelândia registrou 19 novos casos, elevando o número total para 3.866 (3.510 confirmados e 356 prováveis). Há 27 recuperações, elevando o número total de recuperações para 3.222. O número de mortos permanece 27. Existem 617 casos ativos (590 na comunidade e 27 na fronteira).[71]
- Singapura registrou 573 novos casos, incluindo 568 transmitidos localmente e sete importados, elevando o total para 70.612. Outra morte foi confirmada mais tarde, elevando o número de mortos para 58.[72]
- A Ucrânia registrou 3.615 novos casos diários e 76 novas mortes diárias, elevando o número total para 2.310.554 e 54.251, respectivamente; um total de 2.218.873 pacientes se recuperaram.[73]

### 11 de setembro
- Fiji confirmou 143 novos casos de COVID-19, elevando o número total para 48.858. Uma nova morte foi relatada elevando o número de mortos para 535. Existem 12.861 casos ativos.[74]
- A Malásia registrou 19.550 novos casos, elevando o número total para 1.955.881. Há 21.771 recuperações, elevando o número total de recuperações para 1.700.730. Há 592 mortes, elevando o número de mortos para 20.419. Existem 239.351 casos ativos, sendo 548 em terapia intensiva e 752 em suporte ventilatório.[75]
- A Nova Zelândia registrou 24 novos casos, elevando o número total para 3.890 (3.534 confirmados e 356 prováveis). Uma pessoa se recuperou, elevando o número total de recuperações para 3.223. O número de mortos permanece 27. Existem 640 casos ativos (612 na comunidade e 28 na fronteira).[76]
- Singapura registrou 555 novos casos, incluindo 486 na comunidade, 64 residentes em dormitórios e cinco importados, elevando o total para 71.167.[77]
- A Ucrânia registrou 3.869 novos casos diários e 69 novas mortes diárias, elevando o número total para 2.314.423 e 54.320, respectivamente; um total de 2.220.611 pacientes se recuperaram.[78]
- Os primeiros casos de COVID-19 foram detectados em gorilas no zoológico de Atlanta .[79]

### 12 de setembro
- Fiji confirmou 128 novos casos de COVID-19, elevando o número total para 48.986. Nenhuma nova morte foi relatada, mantendo o número de mortos de 535. Existem 12.814 casos ativos.[80]
- A Malásia registrou 19.193 novos casos, elevando o número total para 1.975.074. São 20.980 novas recuperações, elevando o número total de recuperações para 1.721.710. Há 292 mortes, elevando o número de mortos para 20.711. Existem 237.277 casos ativos, sendo 1.338 em terapia intensiva e 721 em suporte ventilatório.[81]
- A Nova Zelândia registrou 24 novos casos, elevando o número total para 3.913 (3.557 confirmados e 356 prováveis). Existem 64 recuperações, elevando o número total de recuperações para 3.287. O número de mortos permanece 27. São 599 casos ativos, sendo 569 na comunidade e 30 na fronteira.[82]
- Singapura registrou 520 novos casos, incluindo 450 na comunidade, 63 residentes em dormitórios e três importados, elevando o total para 71.687.[83]
- A Ucrânia registrou 2.196 novos casos diários e 22 novas mortes diárias, elevando o número total para 2.316.619 e 54.342, respectivamente; um total de 2.221.110 pacientes se recuperaram.[84]
- Os Estados Unidos da América ultrapassaram 41 milhões de casos.[85]

### 13 de setembro
- O Brasil registrou 10.615 novos casos, ultrapassa 21 milhões de casos de COVID-19. 293 mortes foram relatadas, elevando o número de mortos para 586.851.[86]
- Fiji confirmou 127 novos casos de COVID-19. Três mortes foram relatadas, elevando o número de mortos para 538.[87]
- A Malásia registrou 16.073 novos casos, elevando o número total para 1.991.126. Há 24.813 recuperações, elevando o número total de recuperações para 1.746.523. Há 413 mortes, elevando o número de mortos para 21.124. Existem 228.124 casos ativos, sendo 1.301 em terapia intensiva e 687 em suporte ventilatório.[88][89]
- A Nova Zelândia registrou 36 novos casos, elevando o número total para 3.949. Há 21 recuperações, elevando o número total de recuperações para 3.308. O número de mortos continua sendo 27. São 614 casos ativos, sendo 582 na comunidade e 32 na fronteira.[90]
- Singapura registrou 607 novos casos, incluindo 534 na comunidade, 63 residentes em dormitórios e dez importados, elevando o total para 72.294.[91]
- A Ucrânia registrou 1.205 novos casos diários e dezoito novas mortes diárias, elevando o número total para 2.317.824 e 54.360, respectivamente; um total de 2.221.868 pacientes se recuperaram.[92]

### 14 de setembro
Relatório semanal da Organização Mundial da Saúde:
- Fiji confirmou 131 novos casos de COVID-19, elevando o número total para 49.113. Uma nova morte foi relatada elevando o número de mortos para 539. Existem 12.951 casos ativos.[94]
- A Malásia registrou 15.669 novos casos, elevando o número total para 2,01 milhões. Há 18.053 novas recuperações, elevando o número total de recuperações para 1,76 milhão. São 463 mortes, elevando o número de mortos para 21.587 casos. Existem 225.277 casos ativos, sendo 1.242 em terapia intensiva e 692 em suporte ventilatório.[95][96]
- A Nova Caledônia registrou 256 novos casos de variantes do Delta, elevando o número total de casos relacionados ao surto de setembro de 2021 para 821. Sete pacientes estão em terapia intensiva e dois morreram.[97]
- A Nova Zelândia registrou 17 novos casos, elevando o número total para 3.966 (3.610 confirmados e 356 prováveis). 27 se recuperaram, elevando o número total de recuperações para 3.335. O número de mortos permanece 27. Existem 604 casos ativos (575 na comunidade e 29 na fronteira).[98]
- Singapura registrou 837 novos casos, incluindo 755 na comunidade, 77 residentes em dormitórios e cinco importados, elevando o total para 73.131.[99]
- A Ucrânia registrou 3.332 novos casos diários e 97 novas mortes diárias, elevando o número total para 2.321.156 e 54.457, respectivamente; um total de 2.223.272 pacientes se recuperaram.[100]

### 15 de setembro
- Fiji confirmou 146 novos casos de COVID-19, elevando o número total para 49.390. Uma nova morte foi relatada, elevando o número de mortos para 540. Existem 12.870 casos ativos.[101]
- A Malásia registrou 19.495 novos casos, elevando o número total para 2,03 milhões de casos. 18.760 se recuperaram, elevando o número total de recuperações para 1,78 milhão. Há 911 pacientes em terapia intensiva com 414 em suporte ventilatório.[102]
- A Nova Caledônia registrou mais três mortes, elevando o número de mortos para quatro. Nesse mesmo dia, 329 novos casos foram relatados com 15 pessoas em terapia intensiva, elevando o número total para 1.150.[103]
- A Nova Zelândia registrou 17 novos casos, elevando o número total para 3.981 (3.625 confirmados e 356 prováveis). Há 63 recuperações, elevando o número total de recuperações para 3.398. O número de mortos permanece 27. Há 556 casos ativos, sendo 530 na comunidade e 26 na fronteira.[104]
- Singapura registrou 807 novos casos, incluindo 770 na comunidade, 34 residentes em dormitórios e três importados, elevando o total para 73.938.[105]
- A Ucrânia registrou 4.640 novos casos diários e 93 novas mortes diárias, elevando o número total para 2.325.796 e 54.550, respectivamente; um total de 2.225.130 pacientes se recuperaram.[106]

### 16 de setembro
- Fiji confirmou 197 novos casos de COVID-19, elevando o número total para 49.587. Quatro novas mortes foram relatadas, elevando o número de mortos para 544. Existem 12.978 casos ativos.[107]
- A Malásia registrou 18.815 novos casos, elevando o número total de casos positivos para 2.049.750. Além disso, 16.939 se recuperaram, enquanto 346 morreram. Existem 227.120 casos ativos.[108][109]
- A Nova Zelândia registrou 18 novos casos, elevando o número total para 3.999 (3.643 confirmados e 356 prováveis). Há nove novas recuperações, elevando o número total de recuperações para 3.407. O número de mortos permanece 27. Existem 565 casos ativos (536 na comunidade e 29 na fronteira).[110]
- Singapura registrou 910 novos casos, incluindo 803 na comunidade, 103 residentes em dormitórios e quatro importados, elevando o total para 74.848. Outra morte foi confirmada mais tarde, elevando o número de mortos para 59.[111]
- A Ucrânia registrou 5.744 novos casos diários e 101 novas mortes diárias, elevando o número total para 2.331.540 e 54.651, respectivamente; um total de 2.226.629 pacientes se recuperaram.[112]

### 17 de setembro
- Fiji confirmou 132 novos casos e três novas mortes.[113]
- A Malásia registrou 17.577 novos casos, elevando o número total para 2,07 milhões. 22.970 novas recuperações foram relatadas, elevando o número total de recuperações para 1,82 milhão.[114]
- O número de mortos na Nova Caledônia chegou a sete, enquanto o número de casos ativos subiu para 2.386. Há 161 pessoas no hospital.[115]
- A Nova Zelândia registrou 16 novos casos, elevando o número total para 4.014 (3.658 confirmados e 356 prováveis). Há 91 recuperações, elevando o número total de recuperações para 3.498. O número de mortos permanece 27. Existem 489 casos ativos (457 na comunidade e 32 na fronteira)[116]
- Singapura registrou 935 novos casos, incluindo 838 na comunidade, 96 residentes em dormitórios e um importado, elevando o total para 75.783.[117]
- A Ucrânia registrou 6.624 novos casos diários e 99 novas mortes diárias, elevando o número total para 2.338.164 e 54.750, respectivamente; um total de 2.228.543 pacientes se recuperaram.[118]
- Os Estados Unidos da América relataram 4.605 novos casos relativos de fatalidade humana, o terceiro maior número de casos de morte desde o primeiro da pandemia, elevando o número relativo total de fatalidade humana para 637.479.
- A ativista e denunciante americana Chelsea Manning testou positivo para a COVID-19, apesar de estar totalmente vacinada.[119]

### 18 de setembro
- Samoa Americana confirma seu primeiro caso de COVID-19 na ilha. Há um total de cinco casos no país. [120]
- Fiji confirmou 161 novos casos e 10 novas recuperações, elevando o número total de casos ativos para 12.985.[121]
- A Malásia registrou 15.549 novos casos, elevando o número total para 2.078.188. Existem 17.205 recuperações, elevando o número total de recuperações para 1.840.450. Há 324 mortes, elevando o número de mortos para 23.067.[122]
- O número de mortos no território da Nova Caledônia subiu para 24. Há 211 pessoas no hospital, incluindo 29 em terapia intensiva.[123]
- A Nova Zelândia registrou 24 novos casos, elevando o número total para 4.038 (3.682 confirmados e 356 prováveis). Há 93 recuperações, elevando o número total de recuperações para 3.591. O número de mortos permanece 27. Existem 420 casos ativos (386 na comunidade e 34 na fronteira).[124]
- Singapura registrou 1.009 novos casos, incluindo 926 na comunidade, 78 residentes em dormitórios e cinco importados, elevando o total para 76.792. Outra morte foi confirmada mais tarde, elevando o número de mortos para 60.[125]
- A Ucrânia registrou 6.234 novos casos diários e 79 novas mortes diárias, elevando o número total para 2.344.398 e 54.829, respectivamente; um total de 2.230.306 pacientes se recuperaram.[126]
- Os Estados Unidos da América ultrapassam 42 milhões de casos.

### 19 de setembro
- Fiji registrou 79 novos casos, elevando o número total para 49.959. Há 82 recuperações, elevando o número total de casos ativos para 12.981. O número de mortos subiu para 566.[127]
- A Malásia registrou 14.954 novos casos, elevando o número total para 2.097.830. São 23.469 recuperações, elevando o número total de recuperações para 1.863.919. Há 376 mortes, elevando o número de mortos para 23.443.[128]
- A Nova Zelândia registrou 24 novos casos, elevando o número total para 4.060 casos no total (3.704 confirmados e 356 prováveis). Há 48 recuperações, elevando o número total de recuperações para 3.639. O número de mortos permanece 27. Existem 394 casos ativos (361 na comunidade e 33 na fronteira).[129] Mais tarde naquele dia, três casos positivos foram relatados em Kaiaua/Whakatīwa, Waikato. Todos os três casos são membros da família de um preso da prisão de Mount Eden que testou positivo para a COVID-19 no mesmo dia.[130]
- Singapura registrou 1.012 novos casos, incluindo 919 na comunidade, 90 residentes em dormitórios e três importados, elevando o total para 77.804.[131]
- A Ucrânia registrou 3.983 novos casos diários e 46 novas mortes diárias, elevando o número total para 2.348.381 e 54.875, respectivamente; um total de 2.230.852 pacientes se recuperaram.[132]
- O comediante americano Chris Rock testou positivo para a COVID-19. Seu último tweet sobre seu diagnóstico pedia que todos sejam vacinados.[133]

### 20 de setembro
- Fiji confirmou 121 novos casos, elevando o número total de casos para 50.080. 134 se recuperaram, elevando o número total de recuperações para 36.145. O número de mortos subiu para 575. Existem 12.948 casos ativos.[134]
- A Malásia registrou 14.345 novos casos, elevando o número total para 2.112.175. Há 16.814 recuperações, elevando o número total de recuperações para 1.880.733. Há 301 mortes, elevando o número de mortos para 23.744.[135]
- A Nova Zelândia registrou 23 novos casos, elevando o número total para 4.082 casos (3.725 confirmados e 356 prováveis). Há seis recuperações, elevando o número total de recuperações para 3.645. O número de mortos permanece 27. Existem 410 casos ativos (376 na comunidade e 34 na fronteira).[136]
- Singapura registrou 917 novos casos, incluindo 832 na comunidade, 78 residentes em dormitórios e sete importados, elevando o total para 78.721. Duas mortes foram confirmadas, elevando o número de mortos para 62.[137]
- A Ucrânia registrou 2.265 novos casos diários e 44 novas mortes diárias, elevando o número total para 2.350.646 e 54.919, respectivamente; um total de 2.231.417 pacientes se recuperaram.[138]

### 21 de setembro
Relatório semanal da Organização Mundial da Saúde:
- Fiji confirmou 118 novos casos, elevando o número total para 50.198. Há 113 novas recuperações, elevando o número total de recuperações para 36.258. Uma morte foi relatada, elevando o número de mortos para 576. Existem 12.948 casos ativos.[140]
- A Malásia registrou 15.759 novos casos, elevando o número total de casos para 2.127.934. 16.650 recuperações foram relatadas e 334 mortes foram relatadas. Existem 206.473 casos ativos, sendo 1.116 em terapia intensiva e 635 em suporte ventilatório.[141][142]
- A Nova Zelândia registrou 15 novos casos, elevando o número total para 4.095 (3.739 confirmados e 356 prováveis). Há 98 recuperações, elevando o número total de recuperações para 3.743. O número de mortos permanece 27. Existem 325 casos ativos (294 na comunidade e 31 na fronteira).[143]
- Singapura registrou 1.178 novos casos, incluindo 1.038 na comunidade, 135 residentes em dormitórios e cinco importados, elevando o total para 79.899. Três mortes foram confirmadas, elevando o número de mortos para 65.[144]
- A Ucrânia registrou 5.159 novos casos diários e 137 novas mortes diárias, elevando o número total para 2.355.805 e 55.056, respectivamente; um total de 2.233.573 pacientes se recuperaram.[145]

### 22 de setembro
- Fiji confirmou 72 novos casos, elevando o número total para 50.200. Existem 32 recuperações, elevando o número total de recuperações para 36.290. Três mortes foram relatadas, elevando o número total para 579. Existem 12.982 casos ativos.[146]
- A Malásia registrou 14.990 novos casos, elevando o número total para 2.142.924. Há 19.702 recuperações, elevando o número total de recuperações para 1.917.085. 487 mortes foram relatadas, elevando o número de mortos para 24.565. Existem 201.274 casos ativos, sendo 1.115 em terapia intensiva e 618 em suporte ventilatório.[147]
- A Nova Caledônia registrou 16 novas mortes. 52 pessoas estão em terapia intensiva e 323 foram hospitalizadas.[148]
- A Nova Zelândia registrou 24 casos ativos, elevando o número total para 4.119 casos (3.763 confirmados e 356 prováveis). Há 48 recuperações, elevando o número total de recuperações para 3.791. O número de mortos continua sendo 27. Existem 301 casos ativos (272 na comunidade e 29 na fronteira).[149]
- Singapura registrou 1.457 novos casos, incluindo 1.277 na comunidade, 176 residentes em dormitórios e quatro importados, elevando o total para 81.356. Três mortes foram confirmadas, elevando o número de mortos para 68.[150]
- A Ucrânia registrou 6.754 novos casos diários e 105 novas mortes diárias, elevando o número total para 2.362.559 e 55.161, respectivamente; um total de 2.235.668 pacientes se recuperaram.[151]
- O ministro da Saúde do Brasil, Marcelo Queiroga, testou positivo para a COVID-19 na ONU.[152]

### 23 de setembro
- A província canadense de Ontário registrou 677 novos casos, incluindo 122 casos nas escolas de Ontário.[153][154][155][156]
- Fiji confirmou 177 novos casos, incluindo dois casos de quarentena na fronteira, elevando o número de casos ativos para 12.979. Quatro mortes e 170 novas recuperações também foram relatadas.[157]
- A Malásia registrou 13.754 novos casos, elevando o número total de casos para 2.156.678.[158]
- A Nova Zelândia registrou 17 novos casos, elevando o número total de casos para 4.135 (3.779 confirmados e 356 prováveis). 28 recuperações foram relatadas, elevando o número total de recuperações para 3.819. O número de mortos permanece 27. Existem 289 casos ativos (261 na comunidade e 28 na fronteira).[159]
- Singapura registrou 1.504 novos casos, incluindo 1.218 na comunidade, 273 residentes em dormitórios e 13 importados, elevando o total para 82.860. Duas mortes foram confirmadas, elevando o número de mortos para 70.[160]
- A Ucrânia registrou 7.866 novos casos diários e 123 novas mortes diárias, elevando o número total para 2.370.425 e 55.284, respectivamente; um total de 2.237.973 pacientes se recuperaram.[161]

### 24 de setembro
- Fiji confirmou 93 novos casos. Uma mulher de 73 anos morreu, elevando o número de mortos para 584.[162]
- A Malásia registrou 14.554 novos casos, elevando o número total de casos para 2.171.232. Há 16.751 recuperações, elevando o número total de recuperações para 1.950.464. Há 250 mortes, elevando o número de mortos para 24.931.[163]
- A Nova Zelândia registrou 10 novos casos, elevando o número total de casos para 4.144 (3.788 confirmados e 356 prováveis). 42 se recuperaram, elevando o número total de recuperações para 3.861. O número de mortos permanece 27. Existem 256 casos ativos (228 na comunidade e 28 na fronteira).[164]
- Singapura registrou 1.650 novos casos, incluindo 1.369 na comunidade, 277 residentes em dormitórios e quatro importados, elevando o total para 84.510. Três mortes foram confirmadas, elevando o número de mortos para 73.[165]
- A Ucrânia registrou 9.058 novos casos diários e 140 novas mortes diárias, elevando o número total para 2.379.483 e 55.424, respectivamente; um total de 2.240.388 pacientes se recuperaram.[166]
- As mortes nos Estados Unidos da América por Covid 19 superam as mortes da pandemia de gripe espanhola de 1918 20.[167]

### 25 de setembro
- Fiji confirmou 160 novos casos, 84 novas recuperações e seis novas mortes. Existem 13.067 casos ativos.[168]
- A Malásia registrou 13.899 novos casos, elevando o número total para 2.185.131.[169] 18.074 se recuperaram.[170]
- A Nova Zelândia registrou 18 novos casos, elevando o número total para 4.162. Há 24 recuperações, elevando o número total de recuperações para 3.885. O número de mortos permanece 27. Existem 250 casos ativos (225 na comunidade e 25 na fronteira.[171]
- Singapura registrou 1.443 novos casos, incluindo 1.053 na comunidade, 317 residentes em dormitórios e 19 importados, elevando o total para 85.953. Três mortes foram confirmadas, elevando o número de mortos para 76.[172]
- A Ucrânia registrou 8.267 novos casos diários e 133 novas mortes diárias, elevando o número total para 2.387.750 e 55.557, respectivamente; um total de 2.243.209 pacientes se recuperaram.[173]

### 26 de setembro
- Fiji confirmou 54 novos casos, elevando o número total de casos para 50.685. Houve 99 novas recuperações, mas nenhuma morte.[174]
- A Malásia registrou 13.104 novos casos, elevando o número total para 2.198.235. 278 mortes foram relatadas, elevando o número de mortos para 25.437. Há um total de 1.989.509 recuperações.[175][176]
- A Nova Zelândia registrou 21 novos casos, elevando o número total para 4.183 (3.827 confirmados e 356 prováveis). Há 46 recuperações, elevando o número total de recuperações para 3.931. O número de mortos permanece 27. Existem 225 casos ativos (12 na fronteira e 213 na comunidade).[177]
- Singapura registrou 1.939 novos casos, incluindo 1.536 na comunidade, 398 residentes em dormitórios e cinco importados, elevando o total para 87.892. Duas mortes foram confirmadas, elevando o número de mortos para 78.[178]
- A Ucrânia registrou 4.647 novos casos diários e 69 novas mortes diárias, elevando o número total para 2.392.397 e 55.626, respectivamente; um total de 2.244.192 pacientes se recuperaram.[179]
- Os Estados Unidos da América ultrapassam 43 milhões de casos enquanto o número de mortos ultrapassa a marca de 700.000.[180]

### 27 de setembro
- Fiji registrou 52 novos casos, elevando o número total de casos para 50.807. Duas novas mortes foram registradas.[181]
- A Malásia registrou 10.959 novos casos, elevando o número total de casos para 2.209.194. 16.430 se recuperaram, elevando o número total de recuperações para 2.005.942. 980 pacientes estão em terapia intensiva, enquanto 579 estão em suporte ventilatório.[182]
- A Nova Zelândia registrou 12 novos casos, elevando o número total de casos para 4.194 (3.838 confirmados e 356 prováveis). Há 14 novas recuperações, elevando o número total de recuperações para 3.945. O número de mortos continua sendo 27. Existem 222 casos ativos (211 na comunidade e 11 na fronteira).[183]
- Singapura registrou 1.647 novos casos, incluindo 1.280 na comunidade, 362 residentes em dormitórios e cinco importados, elevando o total para 89.539. Duas mortes foram confirmadas, elevando o número de mortos para 80.[184]
- A Ucrânia registrou 3.007 novos casos diários e 94 novas mortes diárias, elevando o número total para 2.395.404 e 55.720, respectivamente; um total de 2.245.144 pacientes se recuperaram.[185]

### 28 de setembro
Relatório semanal da Organização Mundial da Saúde:
- Fiji confirmou 65 novos casos, elevando o número total para 50.872. Vinte e nove novas mortes foram relatadas, elevando o número de mortos para 621. Existem 12.869 casos ativos.[187]
- A Malásia registrou 11.332 novos casos, elevando o número total para 2.220.526. Há 14.160 novas recuperações, elevando o número total de recuperações para 2.020.099. 240 mortes foram relatadas, elevando o número de mortos para 25.935. Existem 174.492 casos ativos, sendo 848 em terapia intensiva e 369 em suporte ventilatório.[188]
- A Nova Zelândia registrou 12 novos casos, elevando o número total de casos para 4.204 (3.848 confirmados e 356 prováveis). Há 16 novas recuperações, elevando o número total de recuperações para 3.961. O número de mortos continua sendo 27. Existem 216 casos ativos (202 na comunidade e 14 na fronteira).[189]
- Singapura registrou 2.236 novos casos, incluindo 1.711 na comunidade, 515 residentes em dormitórios e dez importados, elevando o total para 91.775. Cinco mortes foram confirmadas, elevando o número de mortos para 85.[190]
- A Ucrânia registrou 6.552 novos casos diários e 143 novas mortes diárias, elevando o número total para 2.401.956 e 55.863, respectivamente; um total de 2.248.071 pacientes se recuperaram.[191]

### 29 de setembro
- Fiji confirmou 81 novos casos e 57 novas recuperações, elevando o número de casos ativos para 12.881. Três mortes foram relatadas, elevando o número de mortos para 624. Um total de 471 pacientes com COVID-19 morreram de condições médicas graves não relacionadas ao COVID-19.[192]
- O Iraque registrou 2.254 novos casos, elevando o número total de casos para 2.000.869. 34 mortes foram relatadas, elevando o número de mortos para 22.221. 3.389 recuperações foram relatadas, elevando o número total de recuperações para 1.907.411.[193]
- A Malásia registrou 12.434 novos casos, elevando o número total para 2.232.960. Há 17.000 recuperações, elevando o número total de recuperações para 2.037.099.[194]
- A Holanda ultrapassou 2 milhões de casos de COVID-19.[195]
- A Nova Zelândia registrou 45 novos casos, elevando o número total para 4.248 (3.892 confirmados e 356 prováveis). Quatro se recuperaram, elevando o número total de recuperações para 3.965. O número de mortos permanece 27. Existem 256 casos ativos (243 na comunidade e 13 na fronteira).[196]
- Singapura registrou 2.268 novos casos, incluindo 1.810 na comunidade, 448 residentes em dormitórios e dez importados, elevando o total para 94.043. Oito mortes foram confirmadas, elevando o número de mortos para 93.[197]
- A Ucrânia registrou 9.666 novos casos diários e 217 novas mortes diárias, elevando o número total para 2.411.622 e 56.080, respectivamente; um total de 2.251.352 pacientes se recuperaram.[198]

### 30 de setembro
- Fiji confirmou 70 novos casos, elevando o número de casos ativos para 12.841. 83 pacientes com COVID-19 foram internados no hospital. Há 51.023 casos no total.[199]
- A Malásia registrou 12.735 novos casos, elevando o número total para 2.245.695. 17.725 recuperações foram relatadas, elevando o número total de recuperações para 2.054.824.[200]
- A Nova Zelândia registrou 25 novos casos, elevando o número total de casos para 4.273 (3.917 confirmados e 356 prováveis). Nove se recuperaram, elevando o número total de recuperações para 3.974. O número de mortos permanece 27. Existem 272 casos ativos (256 na comunidade e 16 na fronteira).[201]
- Singapura registrou 2.478 novos casos, incluindo 2.022 na comunidade, 452 residentes em dormitórios e quatro importados, elevando o total para 96.521. Duas mortes foram confirmadas, elevando o número de mortos para 95.[202]
- A Ucrânia registrou 11.757 novos casos diários e 194 novas mortes diárias, elevando o número total para 2.423.379 e 56.274, respectivamente; um total de 2.255.191 pacientes se recuperaram.[203]